# Alveolopalatális, zöngétlen réshang
Az alveolopalatális, zöngétlen réshang egyes beszélt nyelvekben használt mássalhangzó. A nemzetközi fonetikai ábécé (IPA) e hangot a ɕ jellel jelöli (c hurokkal, akárcsak zöngés megfelelője, a ʑ), X-SAMPA-jele pedig s\. A magyar s betű által jelölt /ʃ/ hang selypített változatával közelíthető.

## Jellemzői

A /[ɕ, ʑ]/ alveolopalatális réshangok képzése

Az alveolopalatális, zöngétlen réshang jellemzői:
- Képzésmódja réshang, vagyis létrehozásakor a légáramlat egy szűk csatornába (résbe) terelődik a képzéshelyen, s ott légörvényt kelt.
- Képzéshelye alveolopalatális, más szóval palatalizált laminális posztalveoláris, vagyis a nyelv elejét a fogmeder mögé illesztve, a hátát (közepét) pedig a kemény szájpadláshoz emelve képződik.
- Zöngésségi típusa zöngétlen, így a hangszalag rezgése nélkül képződik.
- Orális mássalhangzó, azaz a levegő a szájon át tudja elhagyni a beszédképző szerveket.
- Centrális mássalhangzó, tehát a légáram a nyelv közepénél halad át, nem pedig a szélénél.
- Légáram-mechanizmusa pulmonikus egresszív, vagyis a levegőt pusztán a tüdővel és a rekeszizommal kilélegezve képezhető, akárcsak a legtöbb más beszédhang.

## Előfordulása
| Nyelv   | Nyelv              | Szó         | IPA                     | Jelentés        | Jegyzet                                                   |
| ------- | ------------------ | ----------- | ----------------------- | --------------- | --------------------------------------------------------- |
| kabard  | kabard             | щэ          | [ɕɛ]                    | ’száz’          |                                                           |
| csuvas  | csuvas             | çиçĕм       | [ˈɕiɕ̬əm]                | ’villám’        | Szembenáll a /ʂ/ és /s/ hanggal.                          |
| dán     | dán                | sjæl        | [ɕɛːlˀ]                 | ’lélek’         | L. dán hangtan                                            |
| japán   | japán              | 塩/shio     | [ɕio]                   | ’só’            | L. japán hangtan                                          |
| katalán | katalán            | xinxa       | [ˈɕinʲɕə]               | ’poloska’       | L. katalán hangtan                                        |
| kínai   | mandarin           | 西安/Xī'ān  | [ɕi˥ an˥]               | ’Xi'an’ (város) | Szembenáll a /ʂ/ és /s/ hanggal. L. mandarin hangtan      |
| koreai  | koreai             | 시장/sijang | [ɕid͡ʑaŋ]                | ’piac’          | L. koreai hangtan                                         |
| lengyel | lengyel            | śruba       | [ɕruba] (segítség·infó) | ’csavar’        | Szembenáll a /ʂ/ és /s/ hangokkal. L. lengyel hangtan     |
| orosz   | orosz              | счастьe     | [ˈɕɕasʲtʲjɪ]            | ’boldogság’     | Szembenáll a /ʂ/, /s/ és /sʲ/ hangokkal. L. orosz hangtan |
| svéd    | svéd               | kjol        | [ɕuːl] (segítség·infó)  | ’szoknya’       | L. svéd hangtan                                           |
| tibeti  | lhászai nyelvjárás | བཞི་         | [ɕi˨˧]                  | ’négy’          | Szembenáll a /ʂ/ hanggal.                                 |
| yi      | yi                 | ꑟ/xi       | [ɕi˧]                   | ’szál’          |                                                           |